# 子宮頸癌

子宮頸與陰道上部和子宮的後側部分的相對關係。

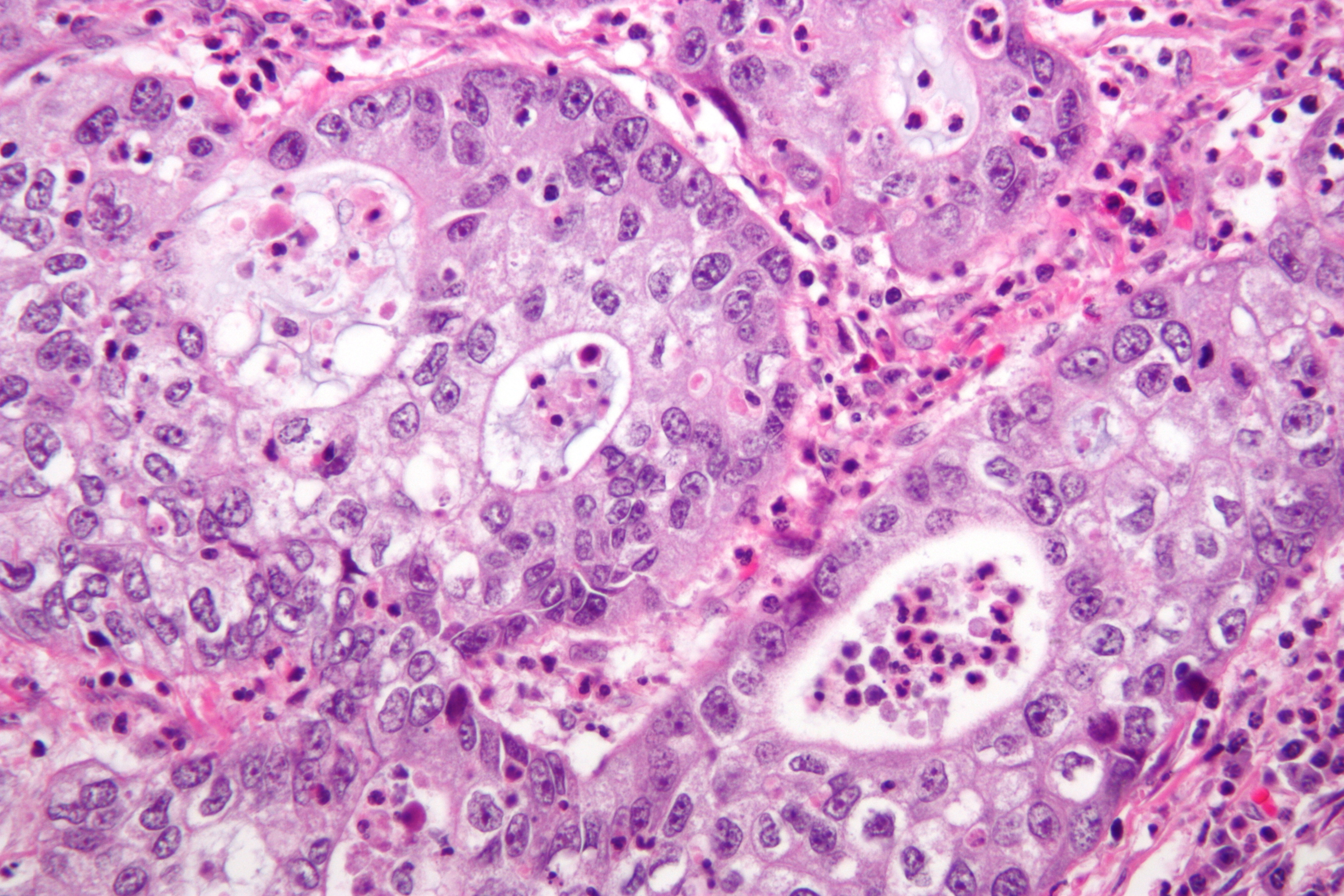
（子宮頸）腺鱗癌顯微照片，子宮頸癌的一種類型，蘇木精-伊紅染色。

子宮頸癌（英語：Cervical cancer，又稱宮頸癌），為發生在子宮頸的癌症，源自於不正常細胞的生長，能侵襲或轉移至身體其他部位。早期通常不會有症狀，而晚期時可能有不正常的陰道出血、骨盆腔疼痛。
超过95的宫颈癌是由性传播的HPV病毒引起的，但相對而言，大部份感染HPV病毒的人並不會發展成癌症。其他風險因素包括抽煙、免疫不全、常使用避孕藥、不安全性行為、多重性伴侶等，但皆不如人類乳突病毒感染重要。典型的子宮頸癌由為期10至20年的癌前病變發展而來。子宮頸癌可分為幾種型態，90%為鱗狀細胞癌，10%為腺癌，而其他型態僅佔少數。診斷通常藉由子宮頸抹片篩檢，再進一步切片檢查。醫學影像則用於察看是否有癌症轉移。
宫颈癌是全球女性第四常见的癌症类型，也是女性第四常見的癌症死因。2021年，子宫颈癌全球年新发病例约60.4万例，并造成约34.2万人死亡。大約90%的子宮頸癌患者生活在低收入和中等收入国家，而宫颈癌在低收入國家則為最常見癌症死因。在已開發國家，因為子宮頸抹片篩檢的普及，大大降低了子宮頸癌的發生率。醫學研究中，著名的細胞株─Hela細胞，便是從名為海莉耶塔·拉克斯這位女性身上的子宮頸癌細胞所培養出來。
子宫颈癌可通过接种人类乳头瘤病毒疫苗与早期筛查的方式进行预防。人類乳突病毒疫苗可预防接种者被人類乳突病毒的16与18亚型侵犯，可由此预防70％的子宮頸癌。然而因為尚有其他罹癌風險，所以預防指引仍建議持續定期接受子宮頸抹片檢查。其他預防方法包括不進行性行為及使用保險套。子宮頸癌篩檢透過抹片檢查、或使用醋酸來辨別癌前病變，若針對癌前病變進一步治療可預防其發展成癌症。子宮頸癌的治療包含合併手術、化學治療、放射線治療。在美國，五年整體存活率為68%，影響預後的關鍵主要在於早期發現。

## 病理
子宮頸癌是由於人類乳突病毒長期慢性感染子宮頸上皮細胞，導致上皮細胞化生不良（Epithelial cell dysplasia），進而癌化。其中第十六型人類乳突病毒慢性感染易造成鱗狀細胞癌；第十八型人類乳突病毒慢性感染易造成腺癌。流行病學上，第十六型人類乳突病毒感染的盛行率高於第十八型人類乳突病毒感染，是故臨床上子宮頸癌以鱗狀細胞癌表現為主，腺癌則相對少見。
以陰道內診可發現病灶處出現如草莓表面般的punctation pattern，嚴重時這些punctation pattern甚至會相連成Mosaic pattern的血管網。子宮頸切片顯微鏡下可發現細胞化生不良（dysplasia，依化生不良的上皮細胞厚度決定CIN classification）。子宮頸抹片在顯微鏡下可觀察到癌細胞常見的高核質比（High N/C ratio）及病毒感染常見的細胞挖空現象（koilocytosis）。
宫颈上皮内瘤样病变分為三個級別：

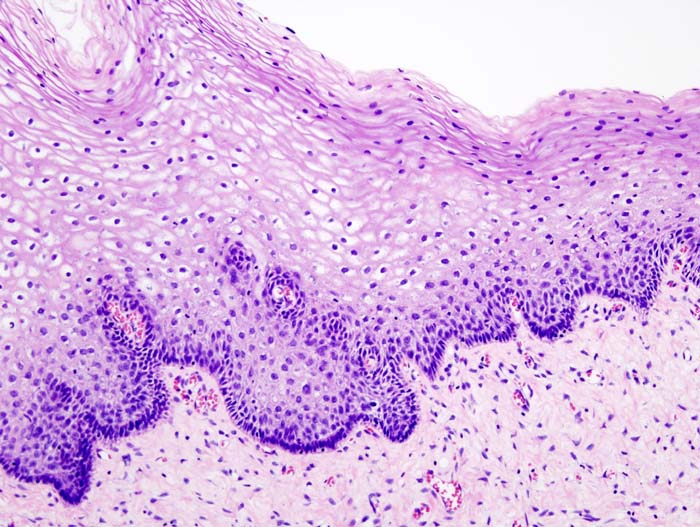
正常子宮頸鱗狀上皮。
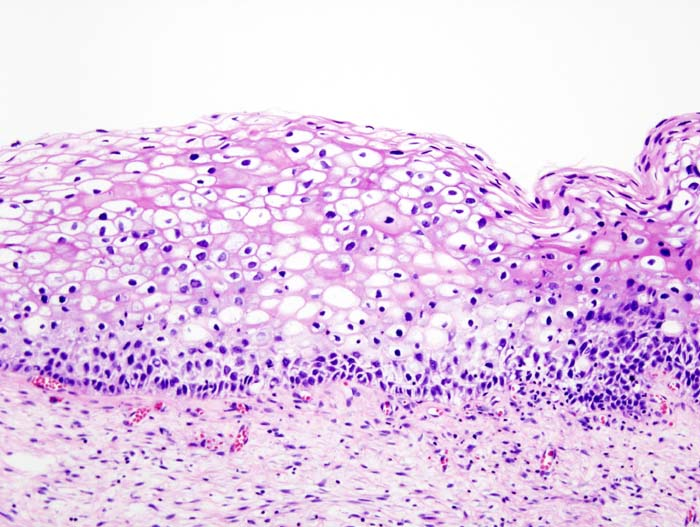
CIN I（I級）輕度不典型增生。
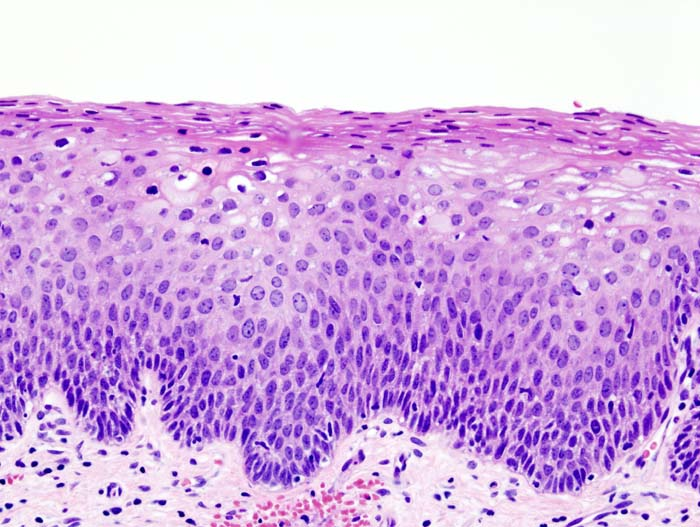
CIN II（II級）不典型增生細胞占宮頸上皮層的下部2/3，病變部分與正常細胞層分界清楚。
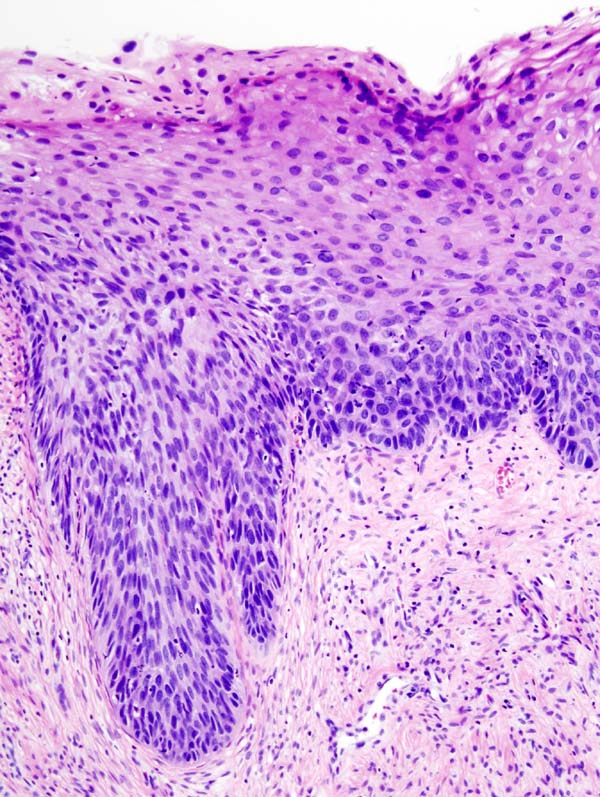
CIN III（III級）不典型增生細胞幾乎浸及全上皮層，僅剩表面正常鱗狀上皮細胞。病情可能會判定為子宮頸原位癌。

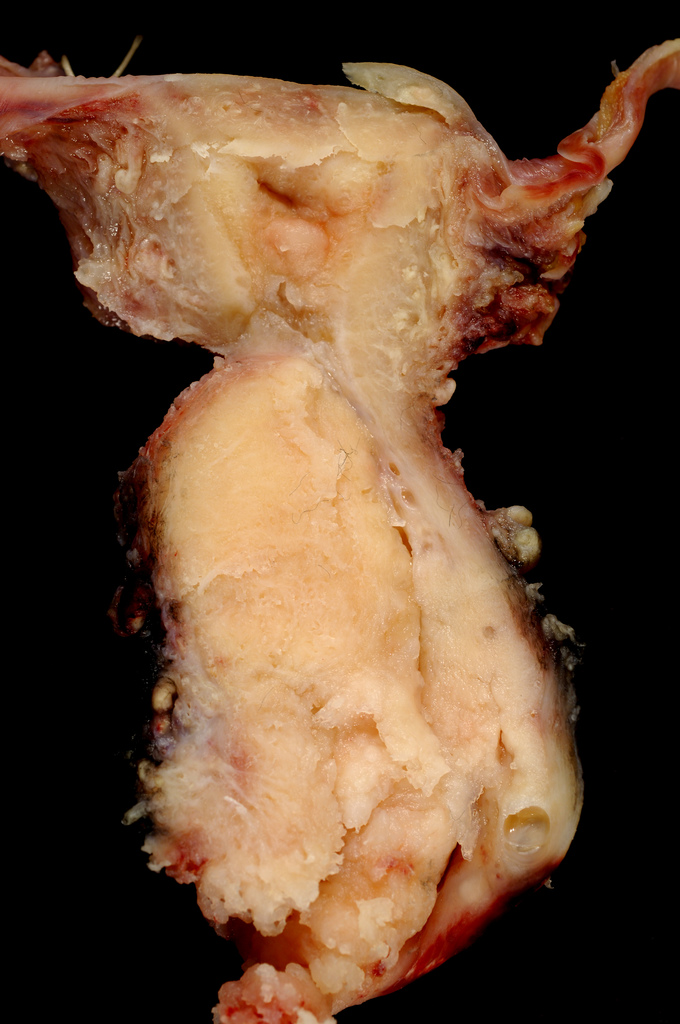
子宮（上）子宮頸鱗狀細胞癌：手術切片標本。

## 危險因子與致病機轉
一般認為，人類乳突病毒感染、多重性伴侶、太年輕發生性經驗、抽菸、長期使用避孕藥，是子宮頸癌的危險因子。

### 人類乳突病毒感染
人類乳突病毒感染是最根本、最重要原因。常見的高危險株包含第16、18、31、33型等，而以第16型和第18型最為重要。人類乳突病毒的E6與E7基因被認為和致病最有關係，他們抑制了p53以及Rb兩個腫瘤抑制基因。
人類乳突病毒會從受傷的子宮頸上皮、以及子宮頸上皮的「鱗狀柱狀上皮過渡區」（即transformation zone或稱squamous-columnar junction）感染細胞。雖然絕大部分的感染屬急性感染，惟一旦演變成慢性感染便容易癌化。多重性伴侶者會增加感染頻率，使得慢性感染的可能性增加。

### 太年輕發生性經驗
女性的子宮頸口「鱗狀柱狀上皮過渡區」在年輕時分佈在靠外側處，隨著年齡、生產數增加，這個過渡區會往子宮內部移動。過渡區分佈越靠外側，則受人類乳突病毒感染的機會就越大。所以越早有性行為的女性，其往後的歲月裡發生子宮頸癌的機率也越高。

## 流行病學
子宮頸癌的發生率、年齡等流行病學的資料因國家民族而異。在子宮頸抹片篩檢普及的國家，癌前病變（鱗狀上皮內病變）以及早期子宮頸癌的診斷較多，是以發生率高而死亡率低。

## 症狀
早期的子宮頸癌可能完全沒有症狀，可能的表現有陰道出血、接觸出血甚至腫塊等。晚期子宫颈癌常见的症状包括疼痛、输尿管阻塞引起的肾功能衰竭、出血、阴道恶臭分泌物、淋巴水肿和瘘。

## 診斷
子宮頸癌以子宮頸抹片作為篩檢工具，子宮頸抹片異常再進一步做其他的檢查或是追蹤。
子宮頸切片通常先以子宮頸鏡檢查，目視或是靠醋酸辨識病變處，再予以切片，也常配合子宮內頸刮搔。
子宮頸的癌前病變有一些分類系統：
- 異生：輕微（mild dysplasia）、中等（moderate dysplasia）、嚴重（severe dysplasia）
- 子宮頸上皮內內贅瘤：1、2、3（cervical intraepithelial neoplasia, CIN, CIN1, CIN2, CIN3）
- 鱗狀上皮內病變：高度、低度（squamous intraepithelial lesion, SIL; high grade, HSIL; low grade, LSIL）

通常低度鱗狀上皮內病變以追蹤為主。高度鱗狀上皮內病變由於與子宮頸癌的相關度高，通常需要手術切除。LEEP或是圓錐形切除法是常用的方式，但仍須綜合病人的臨床狀況而決定。

## 子宫颈癌的分期
子宫颈癌的分期通常采用国际妇产科联合会（FIGO）于2018年制定的分期标准：
| 分期   | 分期                 | 分期                                                     | 描述 |
| ------ | -------------------- | -------------------------------------------------------- | --- |
| 一期   | 一期                 | 一期                                                     | 癌灶局限在子宫颈                                                                                            |
| 一期A  | 一期A                | 一期A                                                    | 仅在显微镜下可见浸润癌，最大浸润深度≤5mm                                                                    |
|        | 一期A1               | 一期A1                                                   | 间质浸润深度≤3mm                                                                                            |
| 一期A2 | 一期A2               | 间质浸润深度＞3~5mm                                      | |
| 一期B  | 一期B                | 一期B                                                    | 浸润癌浸润深度＞5mm（超过第一期A），癌灶仍局限在子宫颈                                                      |
|        | 一期B1               | 一期B1                                                   | 间质浸润深度＞5mm，病灶最大径线≤2cm                                                                         |
| 一期B2 | 一期B2               | 癌灶最大径线＞2~4cm                                      | |
| 一期B3 | 一期B3               | 癌灶最大径线＞4cm                                        | |
| 二期   | 二期                 | 二期                                                     | 癌灶超越子宫，但未达阴道下1/3或未达骨盆壁                                                                   |
|        | 二期A                | 二期A                                                    | 侵犯上2/3阴道，无宫旁浸润                                                                                   |
|        | 二期A1               | 癌灶最大径线≤4cm                                         | |
| 二期A2 | 癌灶最大径线＞4cm    |                                                          | |
| 二期B  | 二期B                | 有宫旁浸润，未达盆壁                                     | |
| 三期   | 三期                 | 三期                                                     | 癌灶累及阴道下1/3和（或）扩展到骨盆壁和（或）引起肾盂积水或肾无功能和（或）累及盆腔和（或）腹主动脉旁淋巴结 |
|        | 三期A                | 三期A                                                    | 癌灶累及阴道下1/3，没有扩展到骨盆壁                                                                         |
| 三期B  | 三期B                | 癌灶扩展到骨盆壁和（或）引起肾盂积水或肾无功能           | |
| 三期C  | 三期C                | 不论肿瘤大小和扩散程度，累及盆腔和（或）腹主动脉旁淋巴结 | |
|        | 三期C1               | 仅累及盆腔淋巴结                                         | |
| 三期C2 | 腹主动脉旁淋巴结转移 |                                                          | |
| 四期   | 四期                 | 四期                                                     | 肿瘤侵犯至重要的器官（活检证实）和（或）超出真骨盆（泡状水肿不分为Ⅳ期）                                     |
|        | 四期A                | 四期A                                                    | 转移至邻近器官                                                                                              |
| 四期B  | 四期B                | 转移到远处器官                                           | |

特別值得注意的是此分期和子宮頸上皮內內贅瘤的分級經常被大眾或媒體混淆，實則截然不同。

## 疫苗
|               | 嘉喜（Gradasil MSD） | 保蓓（Cervirax GSK） |
| ------------- | -------------------- | -------------------- |
| 預防的HPV類型 | 6, 11, 16, 18        | 16, 18               |
| 預防疾病      | 癌症、濕疣           | 癌症                 |
| 佐劑          | 鋁硫酸鹽             | 氧化砷               |

一般來說，子宮頸癌疫苗可以有效預防接近100%的第16、18型人類乳突病毒感染。但是子宮頸癌大約6~7成是由第16、18型人類乳突病毒感染導致，此疫苗無法有效預防剩下3~4成子宮頸癌之病因。所以即便有施打過子宮頸癌疫苗，建議有過性行為之婦女，仍然需要每年進行子宮頸抹片篩檢。

## 治療

### 治疗
子宫颈癌以手术和放疗为主，化疗为辅，手术治疗适用于早期子宫颈癌。依据FIGO制定2021指南，一期B2、一期B3、二期A2、二期B至三期、四期A与B阶段的病人不推荐保留生育功能。
- IA1子宮切除術
- IA2子宮切除術加上淋巴結廓清

上述二者也可考慮LEEP或是圓錐形切除法
- IB1或IIA<4毫米：根除性子宮切除術，加上淋巴結廓清或者放射線治療
- IB2或IIA>4毫米：合併手術、化學治療、放射線治療
- IIB以上：化學治療和放射線治療

### 随访
FIGO2021指南建议初治后的前2~3年每3~4个月随访1次，然后每6个月随访1次至5年，此后每年随访1次至终身。

### 复发
子宫颈癌的复发，复发可能发生于盆腔或腹主动脉旁，或远处转移，或两者兼有。其中盆腔是最常见的复发部位，初始术后的孤立盆腔复发患者5年无瘤生存率为45%~74%，复发后行盆腔廓清术的总生存率为10%，但经仔细选择的患者5年生存率为30%~60%，手术病死率低于10%。 腹主动脉旁淋巴结是第二常见的复发部位，孤立腹主动脉旁淋巴结复发患者约30%可通过根治放疗或同期放化疗获得长期生存。 初治后的中位复发时间是7至36个月，多数复发见于3年内且预后差，患者常死于尿毒症等疾病进展，是最常见的终末期事件。

## 外部連結
- 子宮頸癌臨床指引